# Тринидад и Тобаго на Светском првенству у атлетици у дворани 2012.
Тринидад и Тобаго су четрнаести пут учествовали на Светском првенству у атлетици у дворани 2012. одржаном у Истанбулу од 9. до 11. марта. Репрезентацију Тринидада и Тобага представљало је 7 атлетичара (6 мушкарца и 1 жена), који су се такмичили у пет дисциплине.
На овом првенству Тринидад и Тобаго су по броју освојених медаља делиле 25. место са једном освојеном медаљом (бронзана). Поред тога постигнут је један национални рекорд. У табели успешности према броју и пласману такмичара који су учествовали у финалним такмичењима (првих 8 такмичара) Тринидад и Тобаго су са 2 учесника у финалу заузела 24. место са 10 бодова.
| Плас. | Земља             | 1. место | 2. место | 3. место | 4. место | 5. место | 6. место | 7. место | 8. место | Бр. финал. | Бод. |
| ----- | ----------------- | -------- | -------- | -------- | -------- | -------- | -------- | -------- | -------- | ---------- | ---- |
| 24.   | Тринидад и Тобаго | 0        | 0        | 1        | 0        | 1        | 0        | 0        | 0        | 2          | 10   |

## Учесници
| Мушкарци: - Марк Бернс — 60 м - Џарин Соломон — 400 м, 4 х 400 м - Лалонд Гордон — 400 м, 4 х 400 м - Џамал Џејмс — 800 м - Рени Куов — 4 х 400 м - Џерим Ричардс — 4 х 400 м | Жене: - Aleesha Barber — 60 м препоне |  |

## Освајачи медаља (1)

### Бронза (1)
- Лалонд Гордон, Рени Куов, 
 Џерим Ричардс, Џарин Соломон — Штафета 4 х 400 м

## Резултати

### Мушкарци
| Атлетичар                                           | Дисциплина | Лични рекорд | Квалификације   | Квалификације   | Полуфинале           | Полуфинале           | Финале               | Финале               | Детаљи         |
| Атлетичар                                           | Дисциплина | Лични рекорд | Резултат        | Место           | Резултат             | Место                | Резултат             | Место                | Детаљи         |
| --------------------------------------------------- | ---------- | ------------ | --------------- | --------------- | -------------------- | -------------------- | -------------------- | -------------------- | -------------- |
| Марк Бернс                                          | 60 м       | 6,55         | 6,69 КВ         | 1. у гр. 5      | 6,62 КВ              | 2. у гр. 3           | 6,62                 | 5 / 57 (61)          |                |
| Џарин Соломон                                       | 400 м      | 46,55        | 47,82           | 3. у гр. 4      | Није се квалификовао | Није се квалификовао | Није се квалификовао | 18 / 31 (32)         | [ мртва веза ] |
| Лалонд Гордон                                       | 400 м      | 46,43        | Дисквалификован | Дисквалификован | Није се квалификовао | Није се квалификовао | Није се квалификовао | Није се квалификовао | [ мртва веза ] |
| Џамал Џејмс                                         | 800 м      | 1:47,66      | 1:52,71         | 3. у гр. 5      | Није се квалификовао | Није се квалификовао | Није се квалификовао | 22 / 32              |                |
| Лалонд Гордон Рени Куов Џерим Ричардс Џарин Соломон | 4 х 400 м  | 3:07,02 НР   | 3:08,32 НРС     | 3. у гр. 2      |                      |                      | 3:06,85 НР           |                      |                |

### Жене
| Атлетичарка    | Дисциплина   | Лични рекорд | Квалификације | Квалификације | Полуфинале            | Полуфинале            | Финале                | Финале       | Детаљи |
| Атлетичарка    | Дисциплина   | Лични рекорд | Резултат      | Место         | Резултат              | Место                 | Резултат              | Место        | Детаљи |
| -------------- | ------------ | ------------ | ------------- | ------------- | --------------------- | --------------------- | --------------------- | ------------ | ------ |
| Aleesha Barber | 60 м препоне | 8,13 НР      | 8,35          | 5. у гр. 1    | Није се квалификовала | Није се квалификовала | Није се квалификовала | 16 / 28 (31) |        |